# 亨利十六世 (羅伊斯-格拉)
亨利十六世（Heinrich XVI Reuß zu Gera，1530年12月29日－1572年4月6日），第一代羅伊斯-格拉伯爵（1564－1572），羅伊斯家族成員。他的祖父亨利九世（Heinrich IX），是條頓騎士團團長海因里希·羅伊斯·馮·普勞恩的兄弟。1564年羅伊斯家族劃分領地時，亨利十六世獲得格拉，他的兄長亨利十四世則獲得格賴茨。他娶索爾姆斯-勞巴赫伯爵腓特烈·馬格努斯一世的女兒多蘿西亞，他們的兒子是亨利二世。